# Boguschütz
Boguschütz (polnisch Boguszyce, 1936–1945 Gottesdorf) ist ein Ort in der Stadt- und Landgemeinde Prószków im Powiat Opolski der Woiwodschaft Opole in Polen.

## Geographie
Das Straßendorf Boguschütz liegt sechs Kilometer nordöstlich von Proskau und acht Kilometer südlich von Opole (Oppeln) in der Nizina Śląska (Schlesischen Tiefebene).
Nachbarorte von Boguschütz sind im Westen Zlattnik (Złotniki), im Nordwesten Chrzumczütz (Chrząszczyce), im Norden Chrzowitz (Chrzowice), im Süden direkt angrenzend Zlönitz (Źlinice) und im Südwesten die Stadt Proskau (Prószków).

## Geschichte

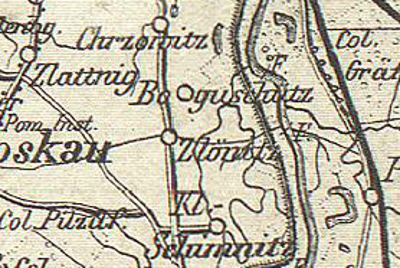
Karte mit Boguschütz um 1901. Östlich davon die Oder mit Dämmen.

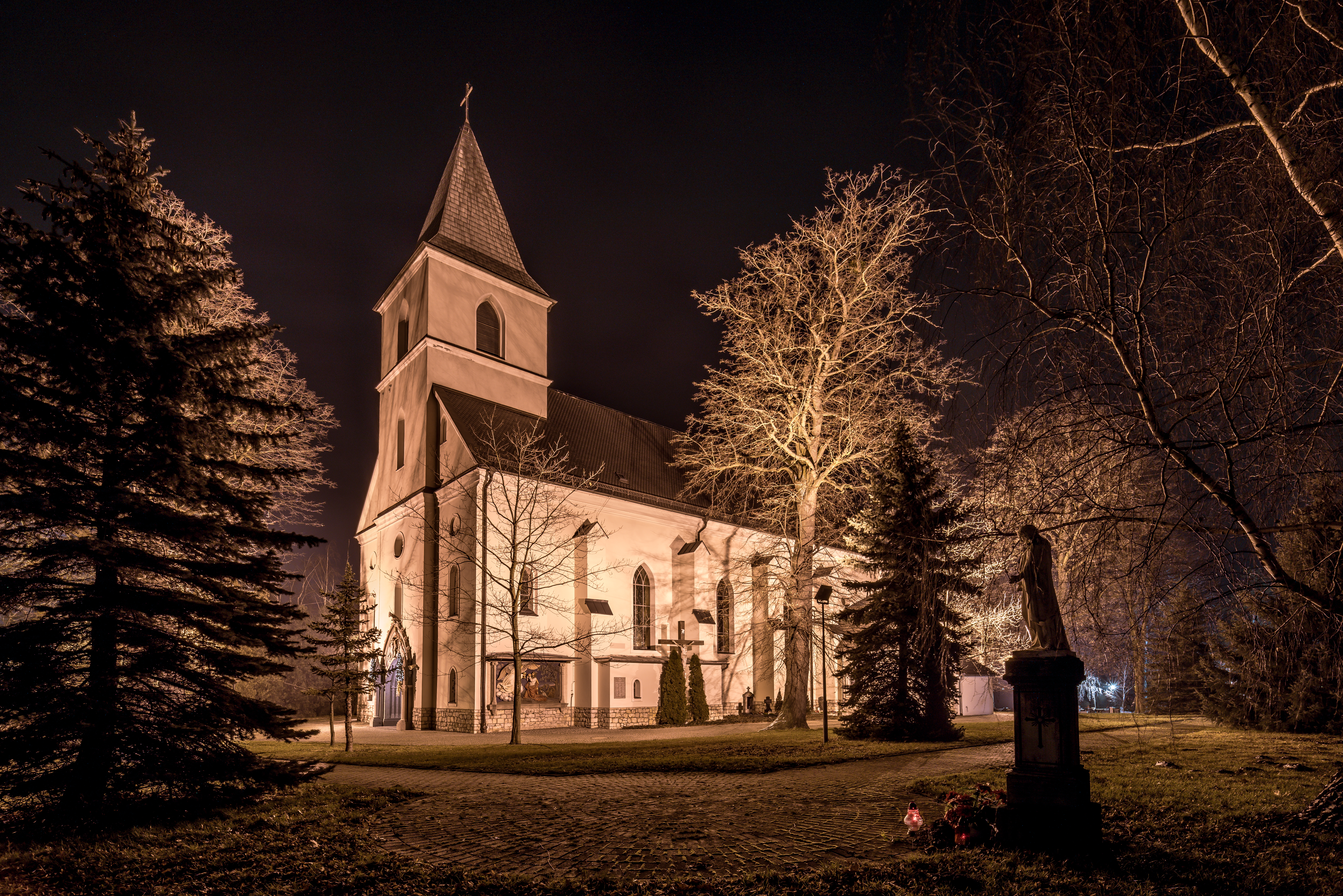
Dreifaltigkeitskirche

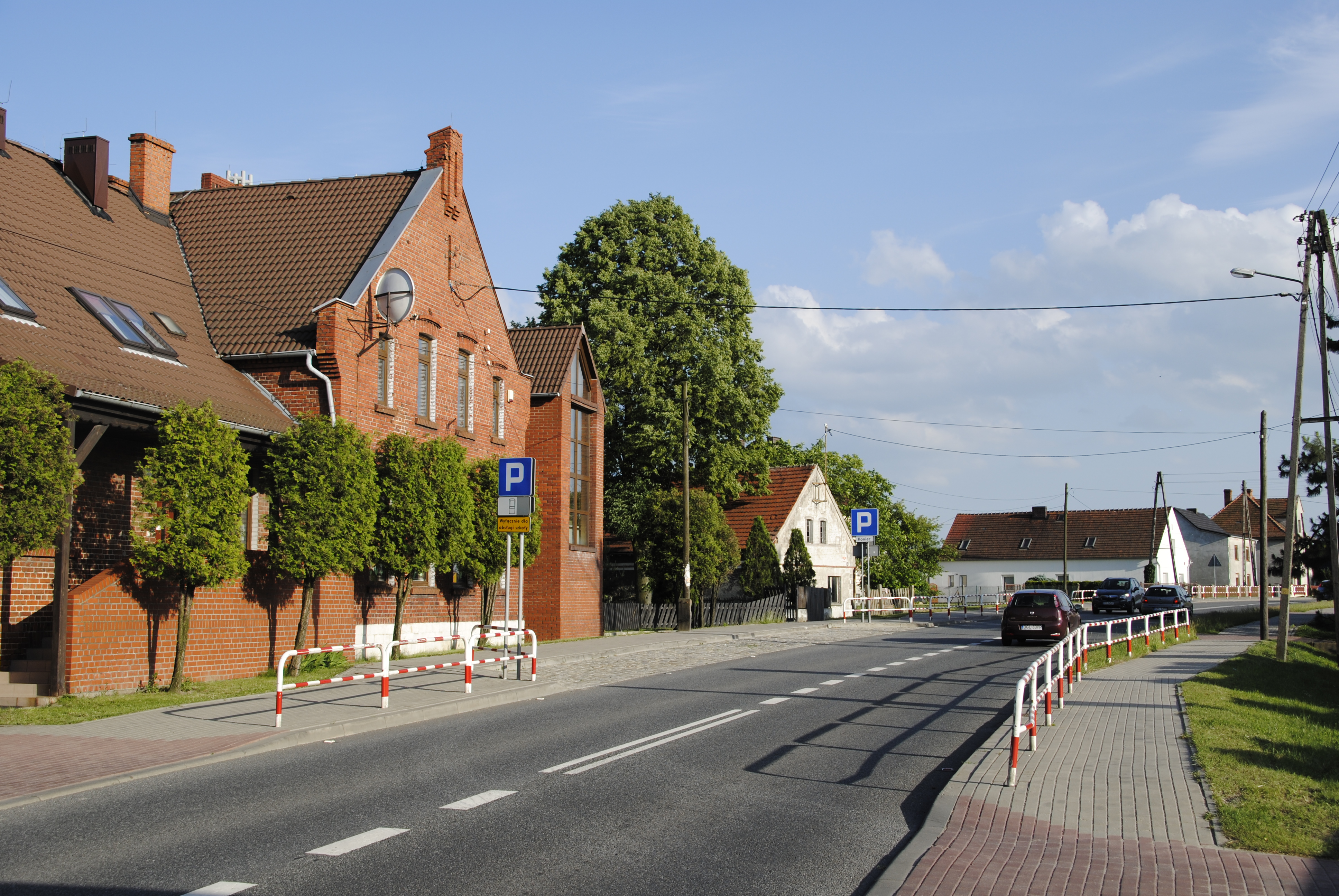
Straßenpartie an der DK45

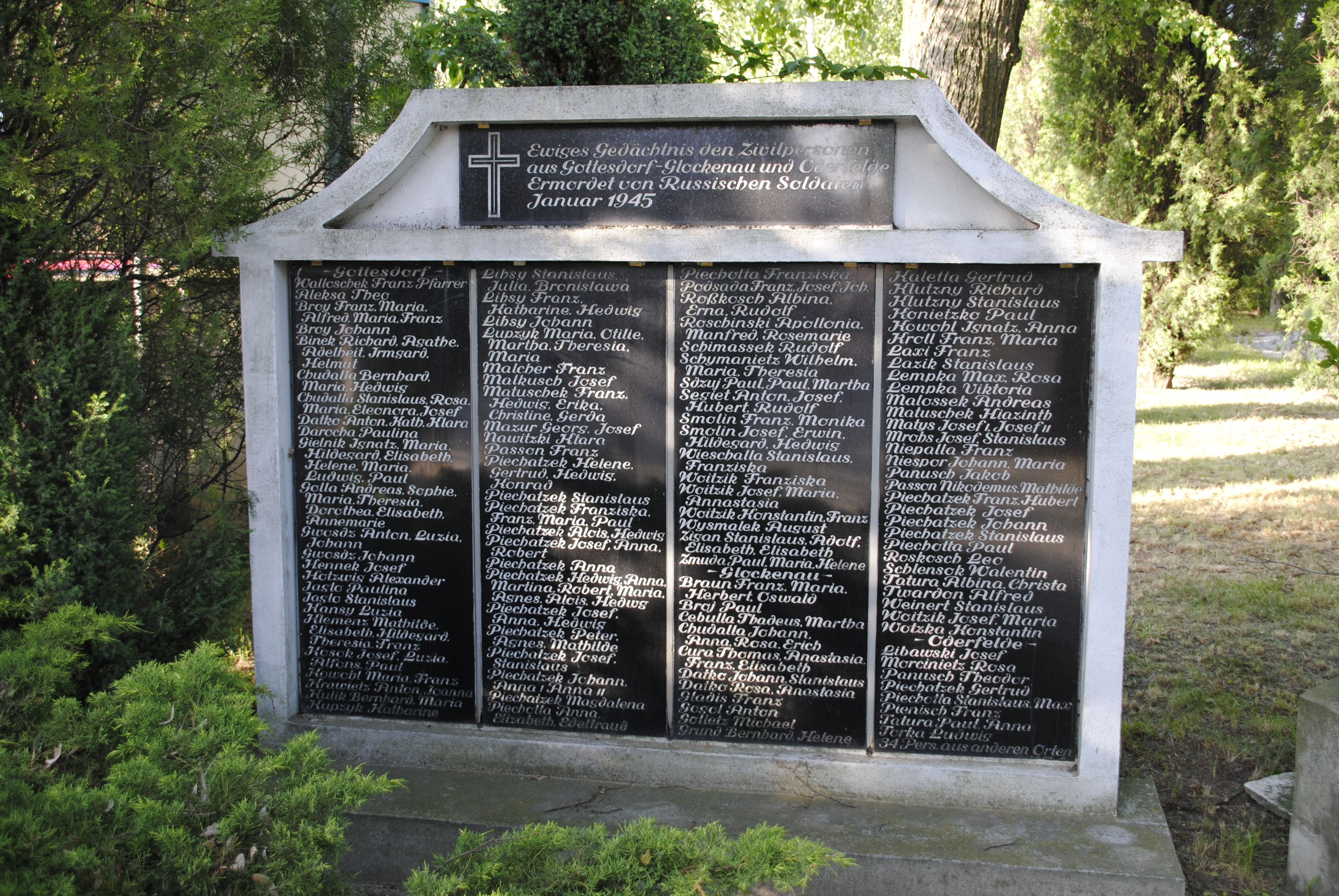
Gedenkstein für die ermordeten Zivilisten vom Januar 1945 in Gottesdorf und Glockenau

„Bogusici“ wurde erstmals im Jahre 1260 urkundlich erwähnt. Für das Jahr 1295 ist es in der Schreibweise Bogussicz belegt.
Nach dem Ersten Schlesischen Krieg 1742 fiel Boguschütz mit dem größten Teil Schlesiens an Preußen. 1772 wurde eine katholische Schule errichtet. 1784 hatte Boguschütz, das zur königlichen Herrschaft Proskau gehörte, 12 Bauern, 16 Gärtner, einige Häusler, ein Vorwerk, eine Schule und 170 Einwohner.
Nach der Neuorganisation der Provinz Schlesien gehörte die Landgemeinde Boguschütz ab 1816 zum Landkreis Oppeln, mit dem es bis 1945 verbunden blieb. 1818 zählte Boguschütz 12 Bauern, 16 Gärtner, 5 Häusler, ein Vorwerk und eine katholische Schule. 1860 wurde ein neues Schulgebäude erbaut. 1865 waren im Ort 17 Bauern, 19 Gärtner, ein Häusler und 12 Angerhäusler und je ein Kretscham, Schmied, Müller, Getreide-, Holz- und ein Graupenhändler ansässig. 1874 wurde der Amtsbezirk Dombrowka OS gegründet, der die Landgemeinden Boguschütz, Groß Schimnitz, Klein Schimnitz und Zlönitz sowie den Gutsbezirk Klein Schimnitz Domäne umfasste. Von 1868 bis 1872 wurde die katholische Kirche erbaut. 1885 lebten im Ort 518 Einwohner.
Bei der Volksabstimmung in Oberschlesien am 20. März 1921 stimmten 149 Wahlberechtigte für einen Verbleib bei Deutschland und 178 für die Zugehörigkeit zu Polen. Boguschütz verblieb dennoch beim Deutschen Reich. Am 19. Mai 1936 wurde Boguschütz in Gottesdorf umbenannt. Am 1. April 1939 wurde Gottesdorf nach Glockenau eingemeindet.
Während des Zweiten Weltkriegs wurde das direkt westlich der umkämpften Oder liegende Gottesdorf gegen Ende Januar 1945 von der vorrückenden Roten Armee eingenommen. Dabei wurden zahlreiche Zivilisten ermordet. In den Tagen vom 28. Januar bis zum 30. Januar 1945 starben etwa 200 Einwohner von Gottesdorf, sowie 100 bis 150 weitere Zivilisten, die aus der Stadt Oppeln und umliegenden Orten stammten und in Gottesdorf Zuflucht gesucht hatten. Zu den Opfern zählte auch Pfarrer Franz Walloschek. Das polnische Institut für Nationales Gedenken (IPN) befasste sich 2004/05 mit den Ereignissen von 1945 und befragte dabei 98 Zeitzeugen. In seinem Jahrbuch 2005 berichtete das IPN u. a. über die Erschießung von mehr als 250 Einwohnern von Gottesdorf sowie Glockenau und über die Ermordung von polnischen und ukrainischen Zwangsarbeitern, die sich damals in diesen beiden Orten aufhielten.
Als Folge des Zweiten Weltkriegs fiel Boguschütz 1945 mit dem größten Teil Schlesiens an Polen. Nachfolgend wurde es in Boguszyce umbenannt. Die deutsche Bevölkerung wurde, soweit sie nicht vorher geflohen war, weitgehend vertrieben. Die neu angesiedelten Bewohner waren teilweise Zwangsumgesiedelte aus Ostpolen, das an die Sowjetunion gefallen war.
1945–1950 gehörte Boguszyce zur Woiwodschaft Schlesien. 1950 wurde es der Woiwodschaft Opole eingegliedert und 1999 dem neu gegründeten Powiat Kędzierzyńsko-Kozielski.
Am 11. Juli 2006 wurde in der Gemeinde Proskau, der Boguschütz angehört, Deutsch als zweite Amtssprache eingeführt. Am 30. April 2010 erhielt der Ort zusätzlich den amtlichen deutschen Ortsnamen Boguschütz. Ende Juli 2012 wurden in der Gemeinde Proskau zweisprachige Ortstafeln aufgestellt.

## Sehenswürdigkeiten

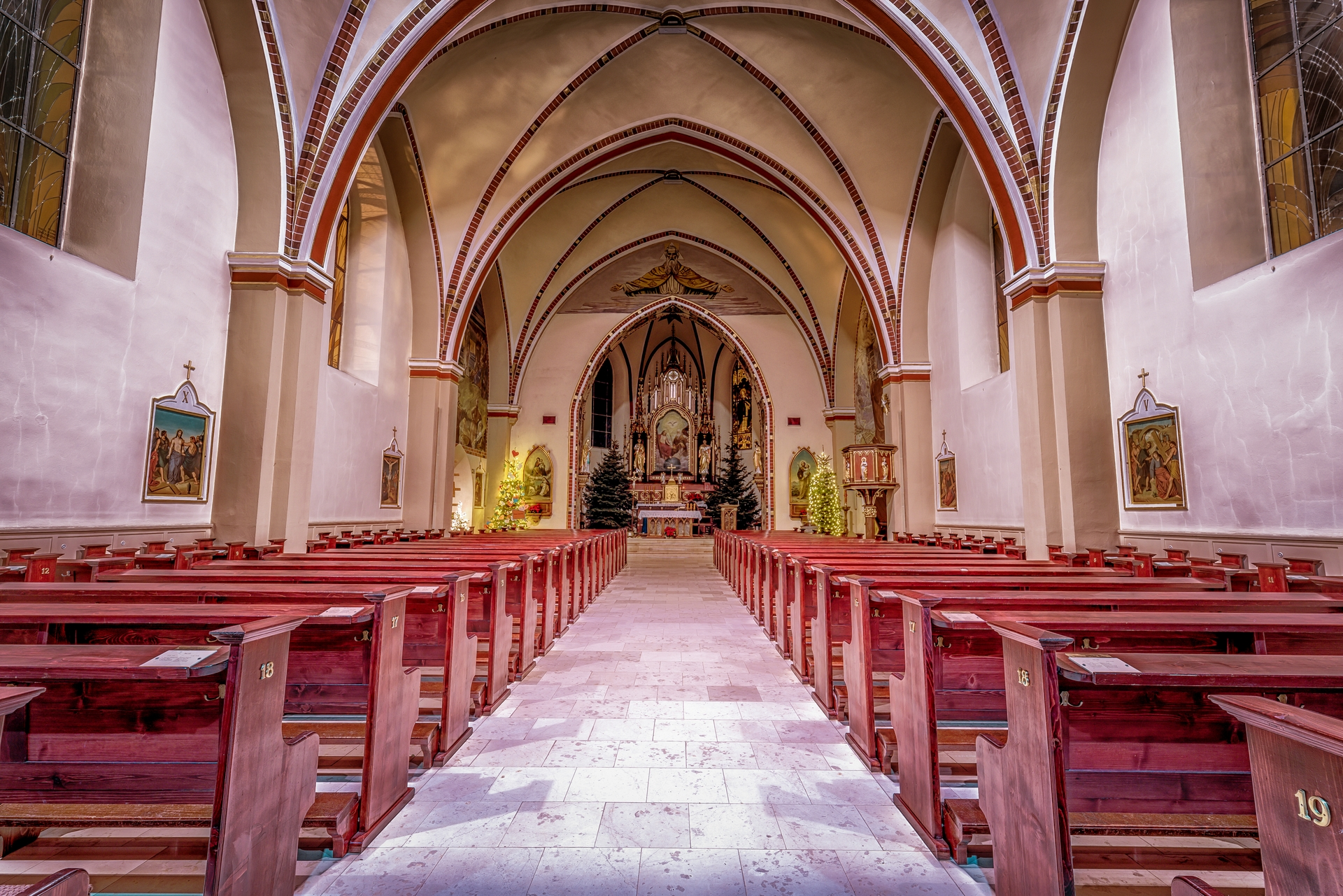
Innenraum der Dreifaltigkeitskirche

- Die römisch-katholische Dreifaltigkeitskirche (Kościół Trójcy Świętej) wurde 1868–1872 errichtet. Sie steht seit 2013 unter Denkmalschutz.[14]
- Wegkapelle mit Glockenturm aus dem Jahr 1737
- Hölzernes Wegkreuz aus dem Jahr 1893
- Gefallenendenkmal für die Gefallenen des Ersten Weltkriegs mit den Inschriften: „Als Opfer des Weltkrieges haben den Tod fürs Vaterland erlitten aus Boguschütz“ anschließend folgt eine Aufzählung der Namen – „Und Gott wird abwischen alle Tränen von ihren Augen – Der Tod wird nicht mehr sein noch Trauer noch Klage noch Schmerz“ – Apoc. 24.4.
- Gedenkstein für die Gefallenen der Dörfer Boguschütz und Zlönitz im Zweiten Weltkrieg
- Gedenkstein für die ermordeten Zivilisten vom Januar 1945. Er enthält mehrere Namen und die Inschrift „Ewiges Gedächtnis den Zivilpersonen aus Gottesdorf, Glockenau und Oderfelde. Ermordet von Russischen Soldaten. Januar 1945“.
- Das Altwasser der Oder. Dort können verschiedene Pflanzenarten wachsen und es bildet ein Rückzugsgebiet für zahlreiche Vogelarten.

## Vereine
- Freiwillige Feuerwehr OSP Boguszyce–Źlinice
- Sportverein LZS Boguszyce